# Wilczyn Leśny
Wilczyn Leśny est une localité polonaise de la gmina d'Oborniki Śląskie, située dans le powiat de Trzebnica en voïvodie de Basse-Silésie.